# Palestine (bande dessinée)
Pour les articles homonymes, voir Palestine.
Palestine est une bande dessinée documentaire de Joe Sacco, publiée aux États-Unis de 1993 à 1995. L'auteur, qui a voyagé en Palestine durant l'hiver 1991-1992, y décrit la société en Cisjordanie et dans la bande de Gaza, tout en faisant part également de ses rencontres avec des Israéliens, à Tel Aviv notamment.
Alors que Sacco pensait avoir du mal à lui trouver un éditeur, cette série est devenue l'une des premières bandes dessinées de reportage à succès. Sacco s'est ensuite spécialisé dans le genre.

## Éditions et traductions
Palestine est d'abord publiée par Fantagraphics, en série de neuf comic books de 1993 à 1995. L'éditeur rassemble ensuite la série en deux volumes (Palestine: A Nation Occupied et Palestine: In the Gaza Strip), publiés respectivement en 1994 et 1996. Leur traduction française est publiée par Vertige Graphic en 1996 et 1998.
En 2001, Fantagraphics réédite la série en un seul volume préfacé par Edward Saïd, puis de nouveau en 2007 dans un volume augmenté d'une préface, de textes et de dessins inédits de l'auteur,. La version de 2001 est publiée en français par Rackham en 2010, avec la préface de l'auteur de 2007. En 2015, Rackham publie la traduction intégrale de l'édition américaine de 2007.

## Publications

### En anglais
- Palestine, Fantagraphics, 9 numéros, février 1993-octobre 1995.
- Palestine, Fantagraphics :
  1. A Nation Occupied, juillet 1994. Recueil des numéros 1 à 5.
  2. In the Gaza Strip, janvier 1996. Recueil des numéros 6 à 9.
- Palestine, Fantagraphics, août 2001. Recueil des numéros 1 à 9 augmenté d'une préface d'Edward Saïd.
- Palestine: The Special Edition, Fantagraphics, octobre 2007. Reprend le contenu de l'édition précédente augmenté d'une préface de Sacco et de nombreuses illustrations et textes inédits.

### En français
- Palestine, Vertige Graphic :
  1. Palestine : Une nation occupée, novembre 1996, 141 pages. Traduction d'A Nation Occupied.
  2. Palestine : Dans la bande de Gaza, janvier 1998, 141 pages. Traduction de In the Gaza Strip.
- Palestine, Rackham, 2010, 285 pages. Traduction de l'édition américaine de 2001 augmentée de la préface de Sacco de 2007.
- Palestine, Rackham, 2015, 320 pages. Traduction complète de l'édition américaine de 2007.

## Prix
- 1999 : 
  - Prix France Info pour Palestine : Dans la bande de Gaza
  - Prix Tournesol pour Palestine : Dans la bande de Gaza